# 文燠
文燠（？—17世紀），字木生，湖廣岳州府華容縣人，明朝、南明政治人物。

## 生平
文燠是崇禎三年（1630年）湖廣鄉試舉人，獲授南部知縣。就任不夠一個月，張獻忠帶兵來到向他誘降，他寫下「諸葛未亡猶是漢，伯夷雖死不從周」在官府後離去。永曆年間，他和劉瑄在雲南、貴州奔走，累任太常卿；後來他歸隱故鄉當道士，洪承疇曾推薦起用，他用詩回謝。承疇知他不會屈服，因此禮遇讓他回鄉，在家中去世。

## 引用
1. 1 2  錢海岳《南明史·卷五十八·列傳第三十四》：文燠，字木生，華容人。崇禎三年舉於鄉。授南部知縣。未一月，張獻忠兵至，誘之降。燠書「諸葛未亡猶是漢，伯夷雖死不從周」二語於官廨而去。
2. ↑  錢海岳《南明史·卷五十八·列傳第三十四》：永曆時，與劉瑄崎嶇滇、黔間，累官至太常卿。已黃冠歸里。洪承疇薦起之，謝以詩。知不可屈，禮歸之，卒於家。